# Play It Again, Shan
Play It Again, Shan è il terzo album del rapper statunitense MC Shan, pubblicato l'11 aprile del 1990 e distribuito da Cold Chillin' Records e dalla Warner Bros. È anche l'ultimo album nella carriera del pioniere del Queensbridge: «insieme a Big Daddy Kane, Biz Markie e Roxanne Shanté, MC Shan è stato uno dei rapper che ha messo la Cold Chillin' Records sulla mappa.»
Alex Henderson, in una recensione retrospettiva per Allmusic, assegna all'album tre stelle su cinque: «il newyorkese non ha mai avuto un album multiplatino, ma è stato un MC divertente e spesso intelligente, le cui solide abilità nel rimare gli hanno fruttato un seguito di media grandezza tra la metà e la fine degli anni ottanta (in particolare sulla East Coast). Mentre in Play It Again, Shan non è eccezionale, il CD ha alcuni punti forti, tra cui It Don't Mean a Thing (che richiama il classico di Duke Ellington), Death Was Quite a Surprise e il brano anti-droga Rock Stuff. L'unica traccia debole è I Want to Thank You, una melodia cliché in stile latino che punta al pubblico di Stevie B/TKA e dimostra che Shan dovrebbe attenersi al rap.»
| Recensione | Giudizio |
| ---------- | -------- |
| AllMusic   | [ 1 ]    |

## Tracce
1. Ain't It Good To You (featuring Carole Davis)
2. I Ran the Game
3. Ain't We Funkin'
4. It' Ain't a Hip Hop Record
5. Death Was Quite a Surprise
6. Walking on Sunshine
7. Rock Stuff
8. Clap Your Hands (featuring M+M)
9. Music You Can Dance to
10. Time for Us to Defend Ourselves
11. It Don't Mean a Thing (featuring Carole Davis)
12. I Want to Thank You (featuring Julia Brereton & Khadejia Bass)
13. Got to be Funky
14. Mic Line
15. How I Feel About You (featuring K.C.)

## Classifiche
| Classifica (1990)   | Posizione massima |
| ------------------- | ----------------- |
| US Top Black Albums | 40                |